# Spinibarbus nammauensis
Spinibarbus nammauensis là loài cá thuộc họ Cá chép.
Đây là loài cá đặc hữu của Việt Nam. Tên của loài này được đặt theo địa danh Nam Mẫu, huyện Ba bể, Tỉnh Bắc Kạn.